# Heteromysis filitelsona
Heteromysis filitelsona är en kräftdjursart som beskrevs av Modlin 1984. Heteromysis filitelsona ingår i släktet Heteromysis och familjen Mysidae. Inga underarter finns listade i Catalogue of Life.